# De Havilland Canada DHC-5 Buffalo

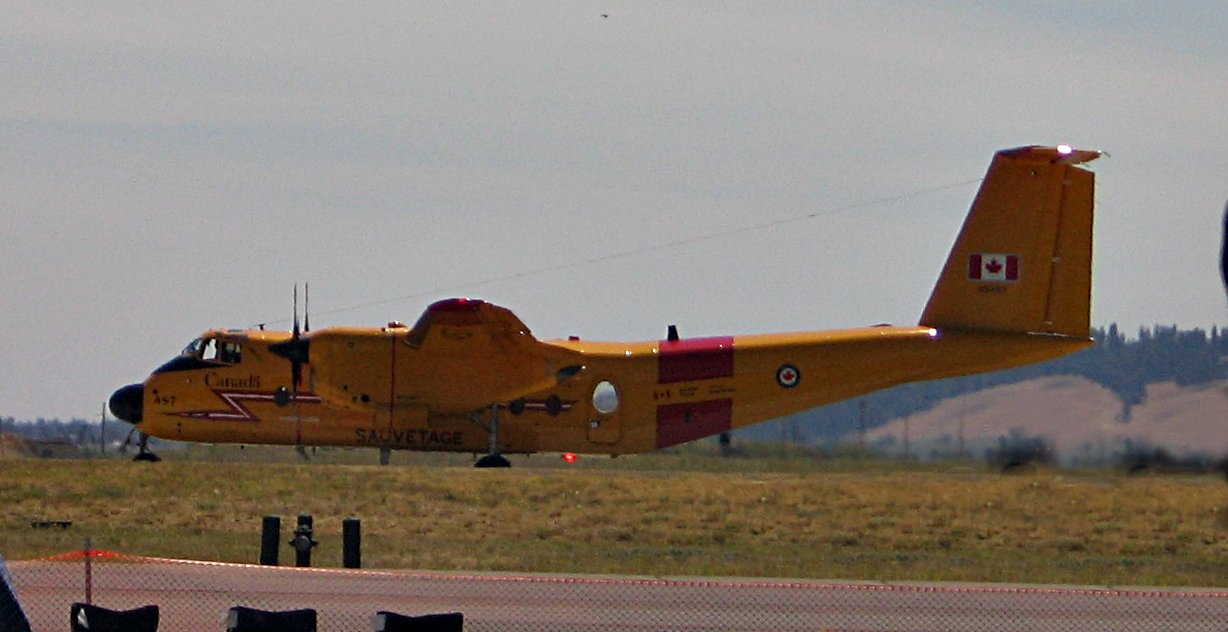
Un DHC-5 canadese destinato a compiti di soccorso.

Il de Havilland Canada DHC-5 Buffalo è un bimotore da trasporto ad ala alta con caratteristiche STOL, prodotto dall'azienda canadese de Havilland Canada dagli anni sessanta.
Il Buffalo è lo sviluppo dotato di motori turboelica del precedente DHC-4 Caribou del quale, grazie alla maggior potenza disponibile, ne aumentò notevolmente le già buone prestazioni di capacità di carico riducendo ulteriormente le distanze necessarie per decollo ed atterraggio.

## Versioni

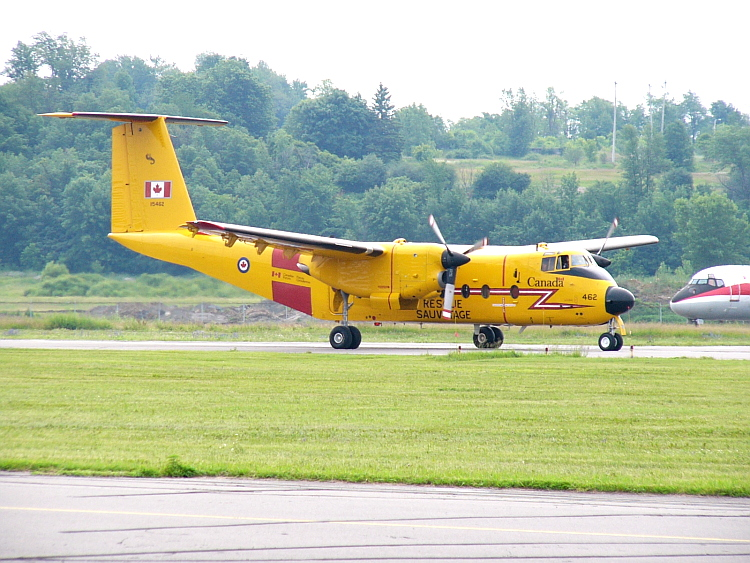
Un CC-115 Buffalo del 442 Transport & Rescue Squadron RCAF.

DHC-5 Buffalo
versione originariamente concepita come utility e trasporto tattico STOL proposta alla United States Army a cui diede la denominazione AC-2.
YAC-2
versione di valutazione per la U.S. Army, successivamente ridesignata CV-7A.
CV-7A
versione destinata alla U.S. Army, successivamente ridesignata C-8A.
DHC-5A
versione utility e trasporto tattico STOL destinata alla Força Aérea Brasileira, Canadian Forces e Fuerza Aérea del Perú. Denominazione canadese CC-115.
CC-115
versione ricerca e soccorso, trasporto ed utility STOL destinata alle Canadian Forces.
DHC-5B
versione proposta, motorizzata da due turboelica General-Electric CT64-P4C, restata a livello progettuale.
DHC-5C
versione proposta, motorizzata da due turboelica Rolls-Royce Dart RDa.12, restata a livello progettuale..
DHC-5D
versione aggiornata, motorizzata da due turboelica General Electric CT64-820-4 da 3 133 shp (2 336 kW) ciascuna.
DHC-5E Transporter
versione da trasporto civile.
NASA / DITC C-8A
un C-8A convertito in velivolo di ricerca sull'ala ad incremento di spinta tramite effetto Coandă.
XC8A ACLS
un C-8A convertito in velivolo di ricerca su un sistema di atterraggio a cuscino d'aria.
NASA / Boeing QSRA C-8A
un C-8A convertito in versione a corto raggio da ricerca per il volo a basso inquinamento acustico.

## Utilizzatori

### Militari

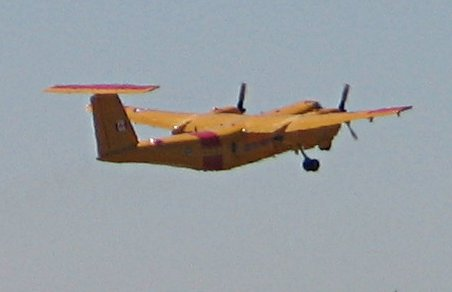
Un Buffalo in fase di atterraggio.

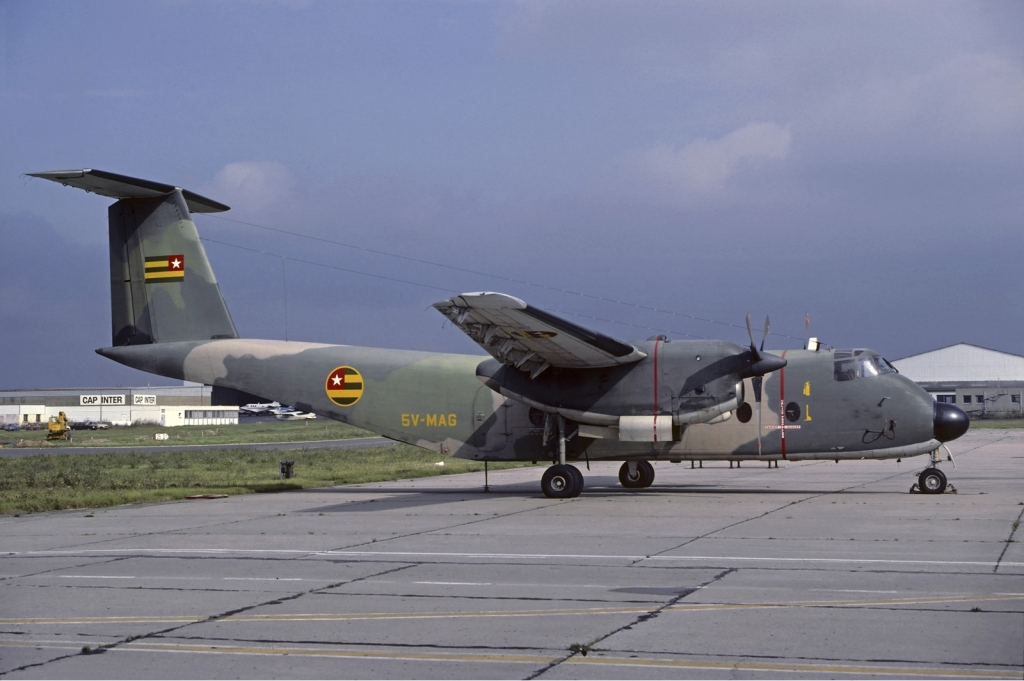
Un DHC-5 Buffalo della Force aérienne togolaise.

Brasile
- Força Aérea Brasileira (ritirati)

 Camerun
- Armée de l'Air du Cameroun

 Canada
- Royal Canadian Air Force

15 DHC-5 in servizio dal 1967 al 15 gennaio 2022.
 Cile
- Fuerza Aérea de Chile (ritirati)

 RD del Congo
- Force Aérienne du Congo

 Ecuador
- Fuerza Aérea Ecuatoriana
- Ejército Ecuatoriano

1 DHC-5D in servizio al febbraio 2019.
 Egitto
- El Qūwāt El Gawīyä El Maṣrīya

8 DHC-5A in servizio al giugno 2019.
 Emirati Arabi Uniti
- United Arab Emirates Air Force -  Emirato di Abu Dhabi

 Indonesia
- Tentara Nasional Indonesia Angkatan Udara

 Kenya
- Kenya Air Force

10 DHC-5D consegnati in due lotti tra il 1977 ed il 1987, ne restano operativi 3 all'aprile 2022.
 Mauritania
- Force aérienne de la République Islamique de Mauritanie

 Messico
- Fuerza Aeronaval de la Armada de México

 Perù
- Fuerza Aérea del Perú (ritirati)

 Sudan
- Al-Quwwat al-Jawwiyya al-Sudaniyya

1 DHC-5D in servizio al luglio 2019.
 Tanzania
- Jeshi la Anga la Wananchi wa Tanzania

 Togo
- Force aérienne togolaise

 Stati Uniti
- United States Army

 Zaire
- Zaire Air Force

 Zambia

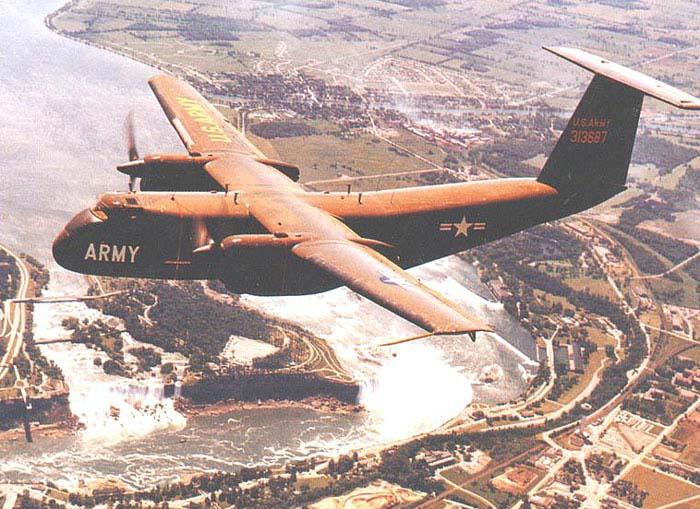
CV-7 Buffalo, US Army

- Zambian Air Force and Air Defence Command

7 DHC-5D ricevuti a partire dal 1976.

### Governativi
Oman
- Oman Police Air Wing

 Stati Uniti
- NASA

### Civili
Etiopia
- Ethiopian Airlines[8]